# Michael Van Peel
Michael Van Peel (16 september 1978) is een Antwerpse stand-upcomedian. In 2005 maakte hij zijn debuut, aangemoedigd door comedian Nigel Williams.
Sindsdien stond hij in de finales van de 123 Comedy Award en het stand-upconcours van het Amsterdams Kleinkunst Festival. In november 2007 won hij zowel de jury- als publieksprijs van de Culture Comedy Award. Hij stond al op de Gentse Feesten en op het Oostendse Theater Aan Zee. Hij trad ook op als deel van het voorprogramma van Philippe Geubels.
In 2009 won hij het cabaretfestival Humorologie en op het eind van het jaar maakte hij een eerste oudejaarsconference.
Op tv trad hij enkele keren aan in Comedy Casino. Captaties van zijn eindejaarsconferences Van Peel Overleeft 20.. werden in 2012-2018 opgenomen in de Antwerpse Arenbergschouwburg en uitgezonden op Canvas.
Zijn komische stijl wordt gekenmerkt door een hoge grapdichtheid met grappen die voornamelijk gebaseerd zijn op de actualiteit van het afgelopen jaar. Elk van zijn eindejaarsshows werd ook afgesloten door het liedje Ik overleef, een bewerking van I Will Survive door Gloria Gaynor.
Hij is de broer van N-VA-politica Valerie Van Peel en een neef van de CD&V-politicus Marc Van Peel.

## Shows
- CTRL+ALT+DEL (2009)
- Van Peel overleeft 2009
- Van Peel overleeft 2010
- Van Peel overleeft 2011
- Van Peel overleeft 2012
- Van Peel overleeft 2013
- Van Peel overleeft 2014
- Van Peel overleeft 2015[2]
- Van Peel overleeft 2016
- Van Peel overleeft 2017
- Van Peel overleeft 2018
- Van Peel tot Evenaar
- Welcome to the Rebellion